# Ría de Ferrol
La ría de Ferrol se encuentra entre las Rías Altas, en la provincia de La Coruña, Galicia, España. En sus orillas se encuentran los municipios gallegos de Ferrol, Narón, Neda, Fene, Mugardos y Ares. En ella desemboca y la forma el río Jubia.
La ria de Ferrol ofrece por su configuración privilegiada unas magníficas condiciones a la vida marina por constituir un perfecto abrigo de los vientos dominantes y los temporales.

## Historia

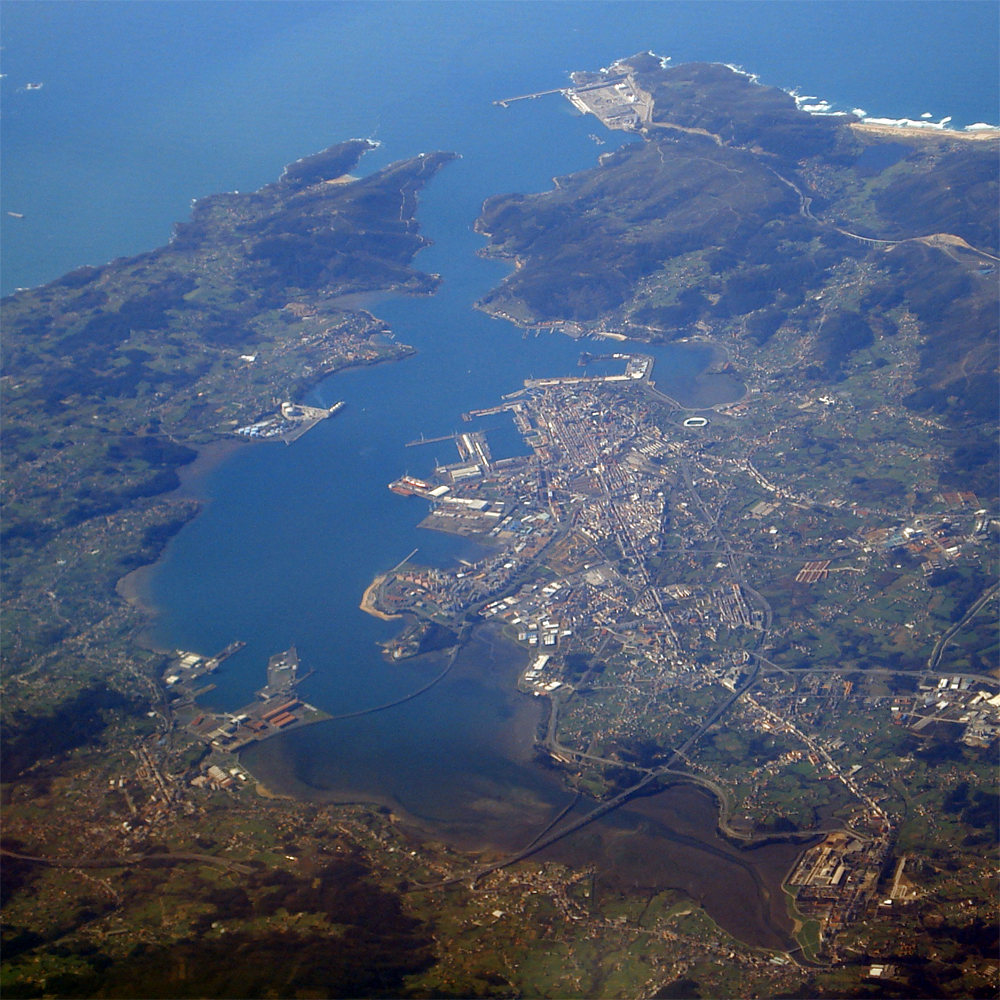
La ría en una foto aérea.

Existen referencias históricas de asentamentos romanos, normandos y de la Baja Edad Media, todos ellos relacionados al comercio y las actividades navales, militares y pesqueras que decaen a partir de la Alta Edad Media. Durante la dinastía de los Austrias se utilizó la ría de Ferrol como base no permanente de las Armadas, lo que supuso la construcción de las primeras fortificaciones. La llegada de los Borbones a la Corona de España trajo cambios sustanciales en la política naval decidiendo ubicar en la ría ferrolana el Arsenal del Norte, por ser un puerto natural, idóneo desde el punto de vista táctico y defensivo.
El puerto de la ría de Ferrol hasta bien entrado el siglo XIX tuvo un carácter totalmente castrense, con escasas referencias al pequeño muelle situado en el barrio de Ferrol Vello (Ferrol Viejo). Un nuevo puerto, desvinculado del militar, estaba condicionado por la situación del Arsenal y el recinto amurallado defensivo de la plaza. Se eligió el emplazamiento anexo al Arsenal hacia el oeste, siendo los primeros estudios de 1856, a partir de los cuales se realizó un pequeño dique del que arrancaba un espigón de 200 metros, se construyó el muelle Sur y una pequeña dársena.
El 24 de agosto de 1910 se crea por Real Decreto, la Junta de Obras del Puerto de Ferrol y a partir del año siguiente se procede a ampliar la infraestructura existente, se realizan las obras de dragado y ampliación de la dársena con el muelle de Curuxeiras y la ampliación del muelle dos Cantiles. En el año 1918 se redacta un anteproyecto que marca las directices para las futuras ampliaciones que se desarrollan en 1944, con un importante salto cuantitativo, creando el muelle de Ribera, hoy Fenández Ladreda, que no se acaba hasta el año 1960, apoyándose en el muelle Sur anterior. Se establecen los accesos ferroviarios al Puerto y al Arsenal. Entre 1949 y 1959 se construyen los muelles que conforman la dársena de Curuxeiras, utilizado como espigón de pasajeros de la ría.
En 1968, en el contexto de la especialización de ASTANO en la construcción de superpetroleros, tuvo lugar la inauguración del Puente de las Pías, conocido en su época como "Puente del Caudillo", título honorífico del dictador Francisco Franco, natural de Ferrol. El puente recortaba en ocho kilómetros el acceso a la ciudad desde el sur, y aseguraba su conexión directa con los astilleros de Astano. El puente fue destruido en 1998 por un FPSO (artefacto offshore) que estaba siendo construido en los astilleros. Al artefacto se le soltaron las amarras debido al fuerte viento que azotaba a la ciudad de Ferrol en ese momento. El puente fue reconstruido inmediatamente, y hoy en día sigue siendo el principal acceso a la ciudad desde el sur. A partir de 1984 se inicia la última fase de la expansión para obtener mayores calados, más longitud de los atraques y superficies de depósitos más grandes. Se construye el Muelle Novo (Muelle Nuevo) con 14 metros de calado, base para desarrollos posteriores. En la última década del siglo XX se amplía por el sur el muelle Fernández Ladreda para calados hasta 12,50 metros, se construye el muelle que cierra por el norte y se crea el acceso al puerto por autovía.
En 1995 se comenzaron los primeros estudios para la construcción de un puerto en la entrada de la ría, obras que comenzaron en el año 2001. Los muelles actuales se complementan con los anteriores haciendo del Puerto de Ferrol el mejor dotado del noroeste peninsular tanto en metros de atraque y calados como en superficies.